# Лемаев, Николай Васильевич
Никола́й Васи́льевич Лема́ев (14 ноября 1929, село Красный Яр, Самарский округ, Средневолжский край, РСФСР — 24 декабря 2000, Нижнекамск, Российская Федерация) — советский государственный деятель, министр нефтеперерабатывающей и нефтехимической промышленности СССР (1985—1989), министр химической и нефтеперерабатывающей промышленности СССР (1989—1990). Герой Социалистического Труда.

## Биография
Родился в крестьянской семье, русский.
В 1956 г. заочно окончил Уфимский нефтяной институт по специальности инженер-технолог. Кандидат технических наук (1978). Доктор технических наук (1983).
С 1950 г. работал на Ново-Уфимском нефтеперерабатывающем заводе: старший оператор, дежурный инженер, начальник установки, старший инженер, начальник цеха, заместитель главного инженера завода.
С 1960 г. заместитель начальника Управления химической промышленности Татарского совнархоза.
С 1963 г. директор Нижнекамского химического комбината.
С 1969 г. генеральный директор Нижнекамского нефтехимического комбината.
С 1977 г. генеральный директор Нижнекамского производственного объединения «Нижнекамскнефтехим».
С марта 1985 г. первый заместитель министра, а с октября 1985 г. министр нефтеперерабатывающей и нефтехимической
промышленности СССР.
С июля 1989 г. министр химической и нефтеперерабатывающей промышленности СССР.
Член КПСС с 1955 г. Член ЦК КПСС в 1986—1990 гг.
Депутат Верховного Совета РСФСР 11-го созыва.
С сентября 1990 г. персональный пенсионер союзного значения.
Умер 24 декабря 2000 года в Нижнекамске.
Похоронен в Москве на Троекуровском кладбище.

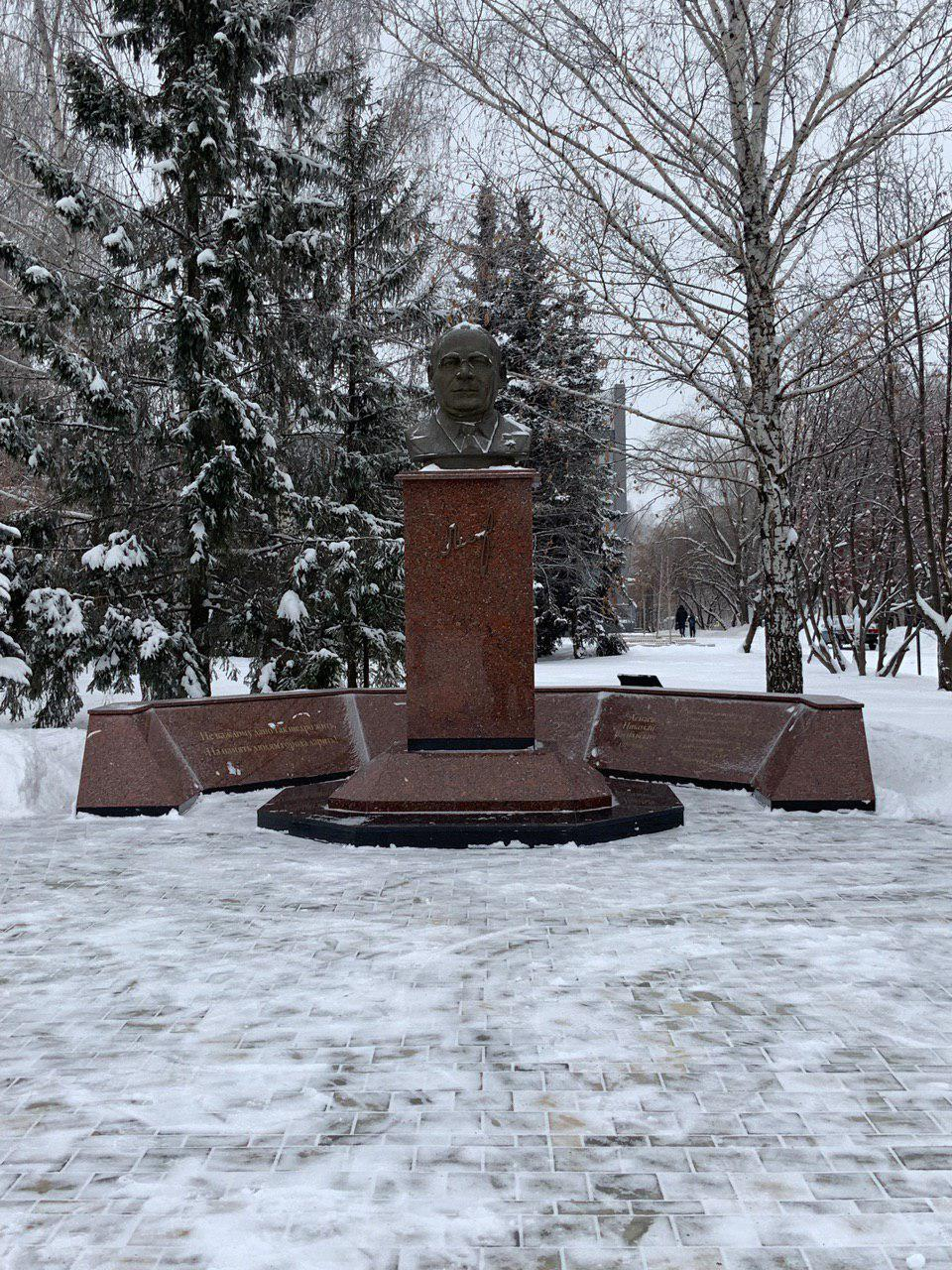
Бюст Николая Васильевича Лемаева в сквере Лемаева, Нижнекамск

## Награды
- Герой Социалистического Труда (1980);
- Орден «За заслуги перед Отечеством» IV степени (2000)[4];
- два ордена Ленина;
- Орден Октябрьской Революции;
- Орден Трудового Красного Знамени;
- Степень почётного доктора КГТУ.